# Vibrato

Técnica sendo executada

O efeito denominado vibrato (expressão de origem italiana, literalmente traduzida como vibrado) consiste na oscilação em frequência do som da voz humana ou de um instrumento musical, seja este de sopro ou de cordas. Este efeito é amplamente utilizado nos instrumentos de arco (violino, viola, violoncelo, contrabaixo), mediante a técnica que consiste em movimentar a mão esquerda. Geralmente, o vibrato é acompanhado de oscilações em intensidade e em timbre.
Quando aplicado em instrumentos de sopro, a técnica de vibrato geralmente envolve variações da pressão de sopro, da vazão do ar soprado ou vibrações dos lábios.

## Vibrato vocal
Na voz humana, o vibrato ocorre em diferentes culturas e de formas distintas. O vibrato deverá ser desenvolvido mediante prática vocal; em muitos casos se pode identificar se tratar de cantor mais experiente ou mesmo de nível profissional, pela qualidade do vibrato produzido. Um cantor treinado pode, em muitos casos, alterar ou suprimir o vibrato deliberadamente, para motivos estéticos e estilísticos.
Os principais tipos de vibrato são obtidos por vibração de musculatura laríngea, em particular o músculo cricotireóideo, e por variação na pressão subglótica.

## Vibrato nos instrumentos

#### Violino/Viola/Violoncelo
O vibrato, técnica largamente usada em tais instrumentos, geralmente consiste na variação cíclica do comprimento da corda vibrante, podendo ser efetuado de três formas:
- Vibrato de pulso: o ombro e os dedos do instrumentista permanecem parados, enquanto a mão e o braço giram (tremem) rapidamente da esquerda pra direita, fazendo com que os dedos alterem sua posição sobre as cordas, fazendo o vibrato.

- Vibrato de braço: a mão e os dedos permanecem parados, enquanto todo o braço do violinista mexe, fazendo com que toda a mão e os dedos mexam um pouco, fazendo o vibrato.

- Vibrato de dedo: apenas os dedos mexem. Porém, como é praticamente impossível mexer os dedos pros lados, a técnica baseia-se em alterar a pressão exercida sobre as cordas pelos dedos. O dedo aumenta e diminui sua força sobre a corda, aumentando e diminuindo a tensão da corda, causando o vibrato.

- Vibrato de arco: neste caso, o efeito é obtido através de uma técnica de arco (mão direita), em que o instrumentista realiza um movimento específico que altera ciclicamente as forças e ângulos de interação da corda com a crina. Sua sistematização é atribuída ao violinista Francesco Geminiani. Rigorosamente, não é um vibrato na definição mais usada,[1] pois a frequência fundamental do som permanece praticamente fixo.

### Vibrato segundo alguns autores

#### Leopold Mozart: o vibrato e seu uso
Em seu livro Versuch einer gründlichen Violinschule, de 1756, Leopold Mozart adverte contra o uso excessivo sobre Tremolo Artificial (Vibrato Artificial). Contudo, ele apresenta uma forma muito diferente de vibrato: “O dedo da mão esquerda deve fazer um movimento pequeno, lento, o que, no entanto, não deve ir para o lado, mas para frente e para trás”. Ou seja, o dedo deve dobrar para frente para a ponte e para trás, muito lentamente para sons suaves, mas um pouco mais rápido para os mais enérgicos. Este vibrato não tem nome, não tem limitações e é simplesmente parte de uma boa técnica. Em contraste, o tremolo deve ser racionado. Que estes são diferentes entidades pode ser confirmado no índice, em que o tremolo é tratado no capitulo onze, enquanto o vibrato leve é tratado como um componente do movimento de mão esquerda ao tocar uma nota longa (Bewegung der Hand beym Aushalten einer langen Note).

#### Vibrato como um ornamento
A história, de como chegamos a acreditar, que o vibrato na música do século XVIII deve ser racionado, começou em 1751, no livro Arte de Tocar Violino, escrito pelo famoso violinista italiano Francesco Geminiani.
| “                     | “Para realizá-lo, você deve pressionar o dedo de forma lenta e gradual, quando o vibrato é lento e continuado, inchando o som gradativamente, usando o arco próximo da ponte. Terminando-o muito forte, pode se expressar majestosidade e dignidade. Contudo, terminando mais curto, baixo e suave, pode-se denotar aflição e medo, e quando feito em pequenas notas, contribui para tornar seu som mais agradável. Por esta razão, deve ser aproveitado o mais rápido possível.” | ” |
| — Francesco Geminiani | |   |

O vibrato de Geminiani é usado com frequência, mas seu grau não pode ser julgado. Talvez houvessem imitações exageradas, ao ponto de estes vibratos se tornarem ofensivo aos ouvidos mais refinados. Assim, em 1777, seu ex-aluno Robert Bremner, explicando que o “tremolo” é igual a uma trepidação, acrescenta uma palavra de cautela (Musical Quarterly 69, 1983, 245f.) que tem sido interpretada como um aconselhamento aos solistas usar o ordinário vibrato com moderação, e os ripienistas com menor frequência. O vibrato como um ornamento difere de vibrato leve em ser mais forte, usando microtons mais distantes para produzir um campo de instabilidade e também tende a ser medido e mais lento. Por causa de seus problemas de entonação potenciais, ripienistas não líderes ou solistas foram aconselhados a não usá-lo. Por outro lado, o vibrato leve padrão, e que só imita o calor a voz cantada, não tinha esta restrição.
| “                | “Muitos instrumentistas de arco são tão apaixonados pelo tremolo, que aplicam em todos os lugares possíveis. Esta graça tem uma semelhança com a vacilação encontrada por dois uníssonos de um órgão um pouco desafinado, ou com a voz de alguém que anta uma canção que contaria com um tremolo continuado do começo ao fim. A propicia parada [para colocar o dedo] é um ponto fixo, a partir do qual o menor desvio é errôneo: consequentemente, o tremolo que é um ponto de partida a partir desse ponto, não vai apenas confundir a harmonia para os ouvintes que estão perto da banda, mas também enfraquecê-la para aqueles que ouvem a uma distância. A sua utilidade na melodia pode igualmente ser posta em dúvida, porque nenhuma deficiência é percebida quando se omite por bom desempenho.” | ” |
| — Robert Bremner | |   |

#### Vibrato Leve
Os seguintes escritores comparam o vibrato leve ao que a voz faz naturalmente e aconselha instrumentistas para aplicá-lo sempre que uma nota é longa o suficiente. Por exemplo, o influente livro Allgemeine Theorie der schönen Künste, escrito em 1771 por Johann Georg Sulzer Bebung, referindo-se não à forma ornamental, mas ao vibrato leve, observa que os microtons do vibrato leve “alternam tão rapidamente que a própria alternância não é clara; isso faz com que surja um som suave e ondulado. Por causa do vibrato delicado que dá todas as notas sustentadas, a voz humana tem uma evidente vantagem sobre todos os outros instrumentos. Uma parte fundamental do bom cantar e tocar requer estender cada nota com tocada com vibrato. É mais fácil de cantar, porque a própria natureza garante que o instrumento vocal não permaneça em nenhum som contínuo com a mesma tensão rígida. Mas sobre os instrumentos, o vibrato exige mais esforço. No violino, mais facilmente pelo rolar do dedo rapidamente para trás e para frente na corda.”